# Hoofdweg 103 (Nieuw-Beerta)

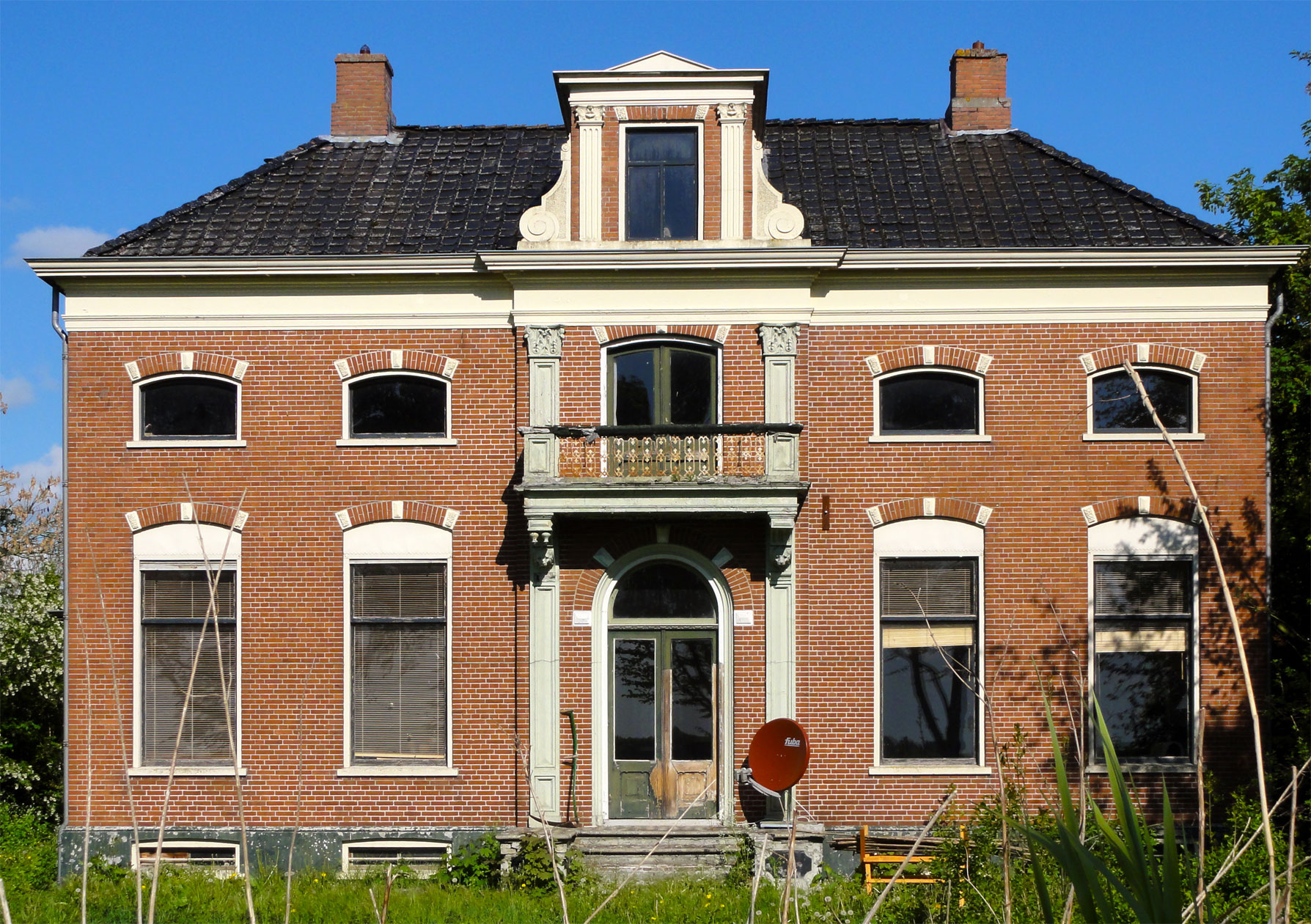
De boerderij aan de Hoofdweg 103 in Nieuw-Beerta anno 2011.

De boerderij aan de Hoofdweg 103 in Nieuw-Beerta in de Nederlandse provincie Groningen is een boerderij van het Oldambtster type. De boerderij werd in 1900 gebouwd in opdracht van Tjapko Poppes Poppens en Hindertje Drijver.

## Beschrijving
De boerderij is sober vormgegeven met gebruikmaking van eclectische elementen. De zuidoostelijk gelegen voorgevel heeft een iets naar voorgelegen middenpartij. In deze middenpartij bevindt zich de entree met daarboven een balkon met een gedecoreerd gietijzerenijzeren hek als balustrade. Het balkon rust op consoles met leeuwenkoppen. Boven het balkon is een dakkapel met fronton. Ter weerszijden van de entree en van het balkon bevinden zich gepleisterde pilasters met bladkapiteel. Naast de middenpartij bevinden zich ter weerszijden twee grote ramen onder segmentbogen en daarboven twee kleinere vensters eveneens onder segmentbogen. Het boerderijgedeelte ligt achter het woonhuis en in het verlengde ervan.
De boerderij is erkend als rijksmonument onder meer vanwege de cultuurhistorische waarde, de sobere vormgeving met eclectische elementen en als voorbeeld van dit type boerderij uit 1900.